# Nowyj Gorodok (obwód kemerowski)
Nowyj Gorodok (ros. Новый Городок) – osiedle typu miejskiego w Rosji, w obwodzie kemerowskim, w okręgu miejskim Biełowa. W 2010 liczyło 15 750 mieszkańców.